# Cordillère Pénibétique

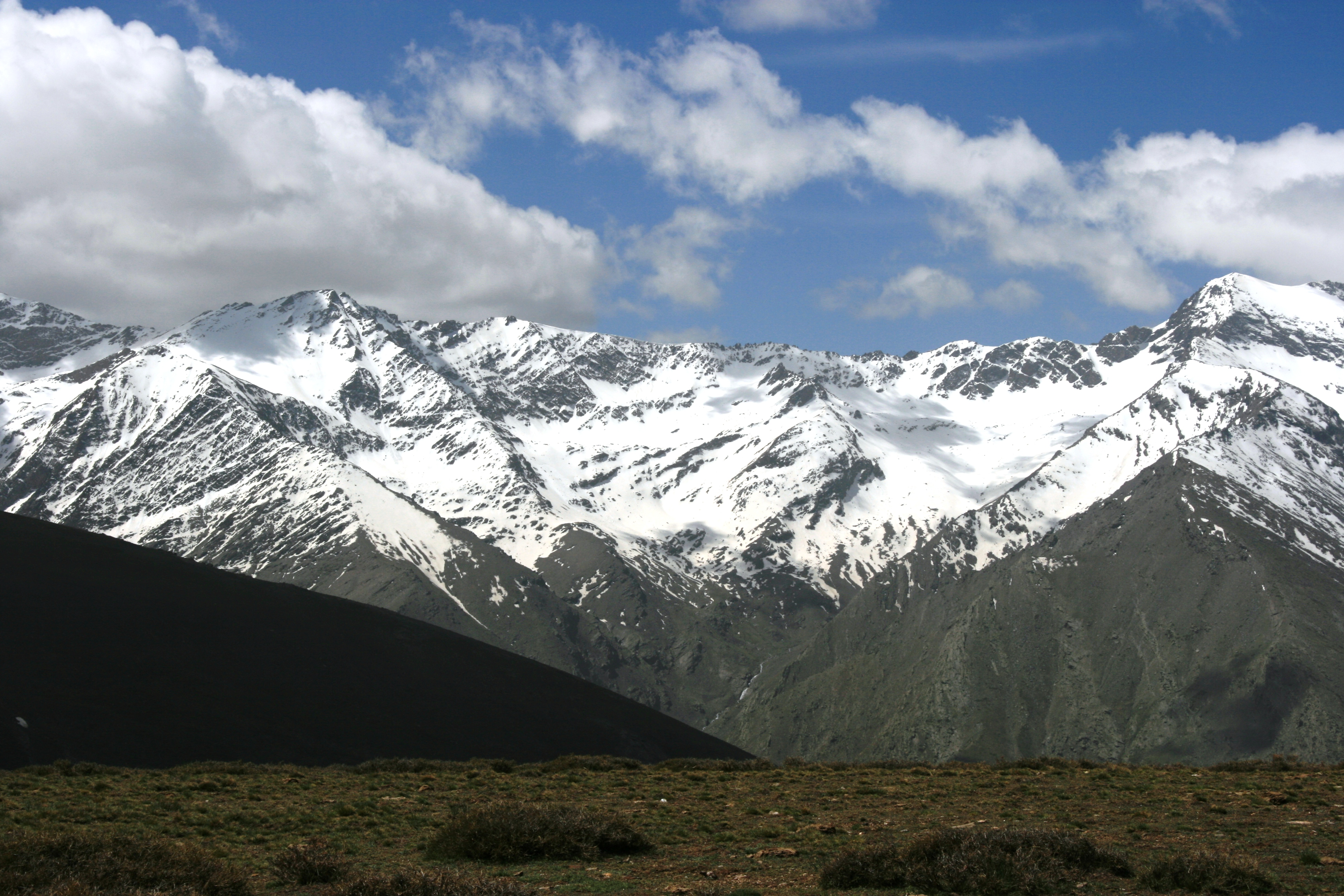
Bassin supérieur de la rivière Valdeinfierno dans la sierra Nevada.

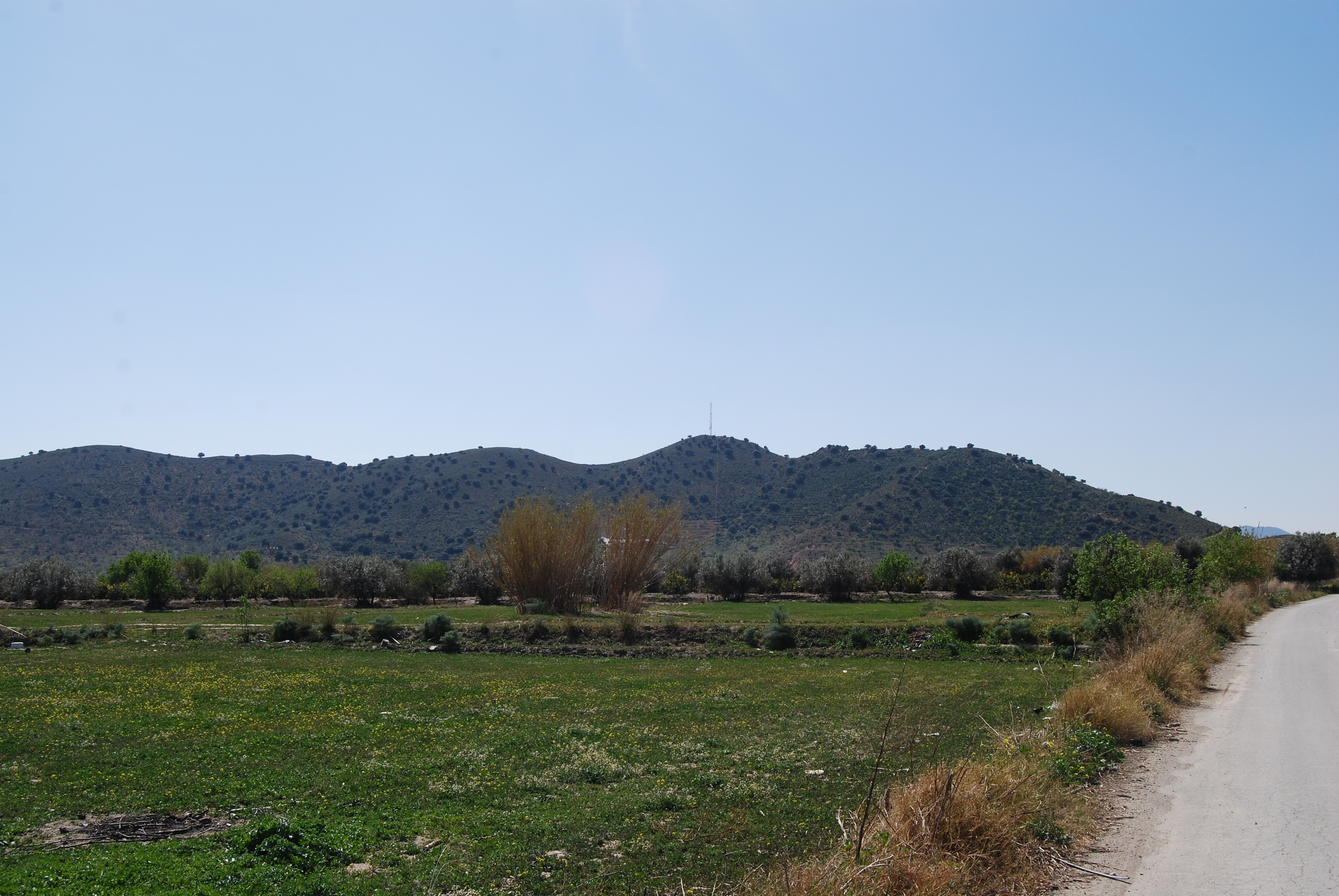
Sierra de Enmedio près de Puerto Lumbreras, à l'extrême est de la cordillère.

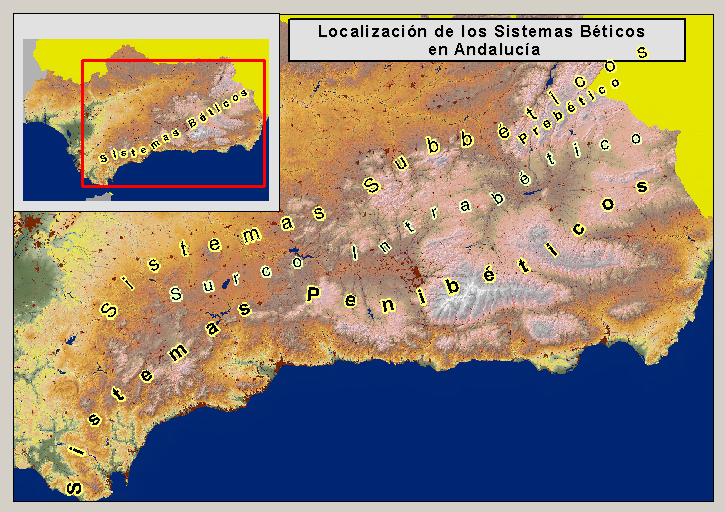
Carte des cordillères Bétiques en Andalousie.

La cordillère Pénibétique (espagnol : Sistema Penibético ou Cordillera Penibética) est l'un des trois systèmes montagneux (celui le plus au sud) des cordillères Bétiques se trouvant au sud de la péninsule Ibérique. Il comprend le plus haut sommet de la péninsule : le Mulhacén, d'une altitude de 3 479 mètres, qui se trouve dans la sierra Nevada.

## Géographie
La cordillère Pénibétique longe la côté sud de l'Andalousie, de la province de Cadix en passant par la province de Grenade pour se terminer dans la région de Murcie jusqu'à atteindre la plaine de Campo de Cartagena (en). Au nord, à travers les bassins de Baza, et de Guadix, il borde la cordillère Subbétique.

### Subdivisions
Les principales chaînes montagneuses qui composent la cordillère Pénibétique, d'ouest à l'est, sont la serranía de Ronda, la sierra de Grazalema, la Sierra de Tejeda (en), la Sierra de Almijara (en), la sierra Nevada, la sierra de la Contraviesa, la sierra de Gádor, la sierra de Baza et la sierra de los Filabres.
La liste suivante comprend les chaînes secondaires :
- Sierra Carbonera (en)
- Sierra de Enmedio (Cadix)
- Sierra de Grazalema
- Sierra de las Nieves
- Sierra Bermeja
- Rocher de Gibraltar
- Sierra de Alcaparaín
- Cordillera Antequerana
  - Sierra de la Pizarra
  - Sierra del Valle de Abdalajís
  - Sierra Huma
  - Sierra Llana
  - Sierra de Chimeneas
  - Sierra de las Cabras
  - Sierra del Co
  - Sierra Gorda
  - Sierra de San Jorge
- Peña de los Enamorados
- Sierra de Utrera
- Sierra de Cártama
- Montes de Málaga (en)
  - Gibralfaro (en)
- Sierra Crestellina
- Sierra Blanca
- Sierra Alpujata (en)
- Sierra de Mijas (en)
- Sierra de Enmedio (Málaga)
  - Sierra de Camarolos
  - Sierra del Jobo
- Sierra de Alhama
- Sierra de Tejeda (en)
- Sierra de Almijara (en)
- Sierra Nevada
- Sierra de la Alfaguara (en)
- Sierra de Lújar
- Sierra de la Contraviesa
- Sierra de Gádor
- Sierra de Baza
- mont Jabalcón (es)
- Sierra de los Filabres
- Sierra de las Estancias
- Sierra de Alhamilla
- Sierra Espuña
- Sierra de Enmedio (Puerto Lumbreras)